# رياض العزاوي
رياض العزاوي هو ملاكم عراقي ولد في بغداد, وهو بطل العالم لرياضة الكيك بوكسنغ (World Kickboxing Network (WKN لعام 2008- هو بطل العالم الحالي  بعد منازلته لبطل العالم ثلاث-مرات Tomasz Borowiec لوزن 91 كغم
في 12-2-2008.

## احترافه
يرجع احتراف رياض العزاوي لعبة الكيك بوكسنغ لسن صغير من عمره، بدء مشواره الرياضي في العراق عندما حصل على بطولة العراق وحصد أول مدالية ذهبية في سن 15 من عمره. وبعد حصوله على بطولة العرب انتقل للعيش في لندن حيث اكمل مشواره الرياضي واستطاع أن يحافظ على لقبه كبطل حيث تحدى على لقب بريطانيا. وفي عام 2003 استطاع أن يحافظ على لقب برطانيا ويفوز فوزاً ساحقاً بتحقيقه لقب بطل أوروبا حيث جلبت له انضار الاعلام والصحافة العالمية في وقتها, وفي عام 2008 استطاع أن يحرز لقب بطل العالم في سترالفورد لندن.

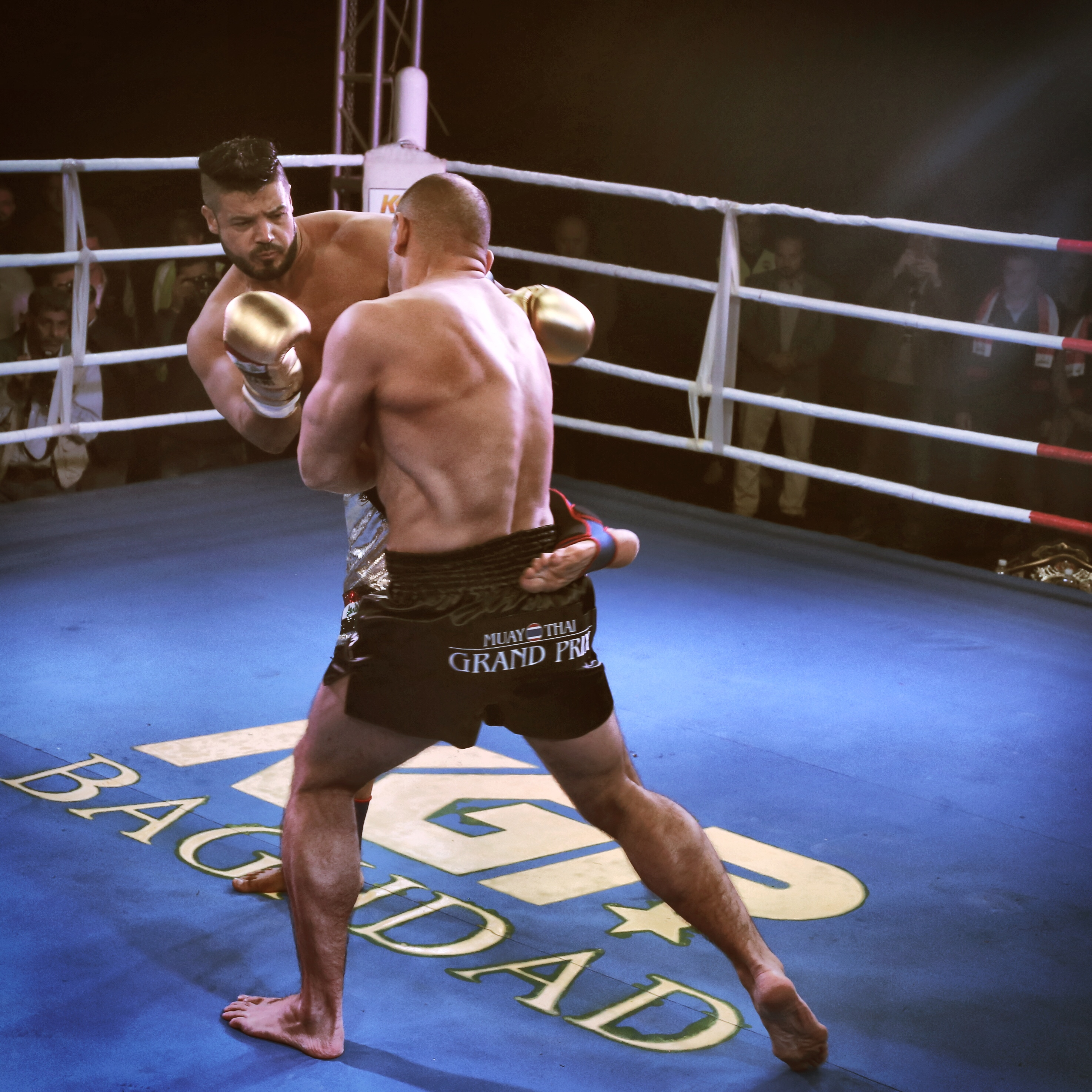

## القاب حصل عليها
- بطل العراق للكيك بوكسينج (WAKO)
- بطل العرب للكيك بوكسينج (WAKO)
- بطل بريطانيا (WKA)
- بطل العالم (WKN)

## وصلات خارجية
Riyadh Al-Azzawi: Heart of a Champion
Riyadh Al-Azzawi Best Kickboxer in the World
The World Winner Title in Kickboxing Riyadh Al-Azzawi
vs Tomasz Borowiec